# Santa Maria dell’Idria (Ragusa)
A Santa Maria dell’Idria egy ragusai templom.

## Története
A templom a középkori zsidónegyedben épült a 14. században a máltai lovagrend megbízásából, amelynek tagjai között voltak a modicai grófi család, a Chiaramonték férfiúi is. A lovagrendre utal a főbejárat feletti címerbe foglalt máltai kereszt is. A templom első védőszentje Alamizsnás Szent János volt, a lovagrend védőszentje. A templom fő ereklyéje a Madonna dell’Itria című festmény volt (az itria jelentése menny), innen kapta a ma is használat elnevezését. Az 1693-as földrengést túlélte. A templomot a 18. század elején bővítették ki és építették át barokk stílusban. A főhomlokzata 1740-ben készült el és számos klasszicista jegyet visel magán. A három portált fesztonok és virágmotívumos domborművek díszítik. A templom harangtornyát majolikával burkolták. A templombelső barokk-rokokó kialakítású. Különösen szépek az oldalhajók gazdagon díszített oldalkápolnái.